# Deutsche A2-Fußballnationalmannschaft
Die deutsche A2-Fußballnationalmannschaft bestand von 1999 bis 2001. Sie wurde aufgrund des schlechten Abschneidens der A-Nationalmannschaft (0:3 im Viertelfinale gegen Kroatien) bei der WM 1998 in Frankreich gegründet.

## Statistik
Von den acht Spielen gegen fünf Auswahlmannschaften wurden zwei Spiele gewonnen, drei endeten unentschieden und drei wurden verloren bei einer Tordifferenz von 12:15.
Länderspiele
| Datum             | Ort                | Heimmannschaft      | Auswärtsmannschaft | Ergebnis | Deutsche Torschützen                     |
| ----------------- | ------------------ | ------------------- | ------------------ | -------- | ---------------------------------------- |
| 2. Juni 1999      | Lens               | Frankreich B        | Deutschland A2     | 2:1      | Schneider                                |
| 1. September 1999 | Karlsruhe          | Deutschland A2      | Frankreich B       | 1:3      | Neuendorf                                |
| 6. Oktober 1999   | Moskau             | Russland B          | Deutschland A2     | 1:1      | Schroth                                  |
| 11. November 1999 | Sarajevo           | Bosnien-Herzegowina | Deutschland A2     | 0:0      | -                                        |
| 28. März 2000     | Offenbach          | Deutschland A2      | Russland A         | 4:4      | Paßlack, Sebescen, Dundee, Reichenberger |
| 25. April 2000    | Prešov             | Slowakei A          | Deutschland A2     | 4:1      | Brdarić                                  |
| 15. August 2000   | Marco de Canaveses | Portugal B          | Deutschland A2     | 0:2      | Neuendorf, Ketelaer                      |
| 22. März 2001     | Mülhausen          | Frankreich B        | Deutschland A2     | 1:2      | Böhme (33.,FE), Ricken (45.)             |

Torschützen
Jörg Böhme (1), Thomas Brdarić (1), Sean Dundee (1), Marcel Ketelaer (1), Andreas Neuendorf (2), Stephan Paßlack (1), Thomas Reichenberger (1), Lars Ricken (1), Bernd Schneider (1), Markus Schroth (1), Zoltan Sebescen (1)